# Barmera
Barmera är en ort i Australien. Den ligger i kommunen Berri and Barmera och delstaten South Australia, omkring 190 kilometer nordost om delstatshuvudstaden Adelaide. Den ligger vid sjön  Lake Bonney.
Runt Barmera är det ganska glesbefolkat, med 22 invånare per kvadratkilometer.. Närmaste större samhälle är Berri, omkring 13 kilometer öster om Barmera. 
Omgivningarna runt Barmera är i huvudsak ett öppet busklandskap. Genomsnittlig årsnederbörd är 299 millimeter. Den regnigaste månaden är februari, med i genomsnitt 67 mm nederbörd, och den torraste är oktober, med 7 mm nederbörd.